# Rue du Radium
Pour les articles homonymes, voir Radium.
La rue du Radium (en néerlandais : Radiumstraat) est une rue bruxelloise de la commune de Schaerbeek qui va de l'avenue Félix Marchal à l'avenue du Diamant en passant par la rue Victor Hugo. Il s'agit d'une rue à sens unique, accessible uniquement dans le sens Diamant-Hugo-Marchal, mais à double sens pour les cyclistes (Sul).
Elle tient son nom du radium, élément chimique de symbole Ra et de numéro atomique 88, d'un aspect parfaitement blanc, qui noircit lors de son exposition à l'air libre.

## Adresses notables
- nos 5-7 : Institut Notre-Dame de la Paix
- no 20 : Antenne communale Radium (service population)
- no 20 : Séniorie Victor Hugo
- no 46 : Maison du Foyer Schaerbeekois